# Mijaíl Kvetsinsky
Mijaíl Fyodorovich Kvetsinsky (en ruso: Михаи́л Фёдорович Квецинский; 3 de enero de 1866 - 31 de marzo de 1923), también conocido como Miguel (von) Kwetzinsky, fue un oficial ruso y administrador militar. Ocupó varios puestos notables en el Extremo Oriente ruso, durante la guerra ruso-japonesa, durante la Primera Guerra Mundial y durante la Guerra Civil Rusa, cuando fue uno de los líderes del Movimiento Blanco del Norte durante la Intervención del Norte de Rusia. Kvetsinsky pasó a ser Mayor General en 1910 y Teniente General en 1915.
Huyó a Noruega junto con su superior Yevgeny Miller en 1920 y vivió como taxista y obrero en la cervecería de Lillehammer hasta su muerte tres años después. Su hijo Wassily von Kwetzinsky se convirtió en crítico musical y en una figura cultural en Noruega. El pianista noruego Joachim Kwetzinsky es un hijastro de su nieto.

## Antecedentes
Nació en la Gobernación de Moscú en el seno de una familia militar ortodoxa rusa y fue hijo de Fyodor Kvetsinsky, capitán en el Ejército ruso.

## Carrera militar
Obtuvo su educación en el tercer Instituto de Alexandrov, graduándose en 1885 como oficial de infantería y pronto se enroló en la Academia de Estado Mayor General Nikolayev que finalizó en 1891.
Primero fue comisionado en la 8.ª brigada de artillería.
A partir del 9 de febrero de 1892 fue adjunto sénior del estado mayor de la 17.ª División de Infantería y a partir del 12 de octubre del mismo año fue asistente del estado mayor adjunto del Distrito Militar de Varsovia. El 1 de febrero de 1893 fue nombrado adjunto del estado mayor de la 3.ª División de Infantería de Guardias.
Entre el 6 de diciembre de 1893 y el 25 de febrero de 1902 fue asignado como oficial de estado mayor en el cuartel general de la 1.ª Brigada de Rifles Siberiana Oriental. Entre el 15 de julio y el 8 de septiembre de 1900 fue Jefe de Estado Mayor de la unidad de Manchuria del Sur. A partir del 25 de febrero de 1901 fue oficial de estado mayor de las fuerzas armadas en Kwantung.
A partir del 2 de junio de 1901 fue comisario militar en funciones en el tribunal de Mukden, y el 27 de febrero del año siguiente en el gobierno de Mukden. A partir del 23 de febrero de 1904 fue jefe de la guarnición de Mukden y participó en la guerra ruso-japonesa. A partir del 9 de marzo de 1904 fue asignado al tribunal del namestnik del Extremo Oriente ruso y a partir del 6 de septiembre de 1905 fue jefe de Estado Mayor de las fuerzas armadas del Extremo Oriente ruso. A partir del 27 de diciembre de 1906 fue comandante del 1.º Regimiento de Rifles Siberiano Oriental.

### I Guerra Mundial
El 6 de julio de 1910 fue nombrado jefe de Estado Mayor del 3.º Cuerpo de Ejército del Cáucaso con el que entró en la I Guerra Mundial como parte del 3.º Ejército del frente suroccidental. Por sus logros en batallas cerca de la población de Kodenitsy en septiembre de 1914 le fue concedida la Orden de San Jorge de cuarto grado (15 de abril de 1915). A partir del 8 de enero de 1915 fue jefe de Estado Mayor del 2.º Ejército del general V. V. Smirnov. A partir del 21 de septiembre de 1915 fue jefe de Estado Mayor de los ejércitos del frente occidental, el asistente más estrecho del general Alexei Evert donde participó activamente en la planificación de las operaciones militares del frente. El 3 de abril de 1917 fue nombrado comandante del 3.º Ejército que se situaba en el ala izquierda del frente occidental cubriendo la dirección a Polotsk. Intentó resolver la situación revolucionaria en sus unidades e incluso logró del Comité del Ejército la deportación a la retaguardia de los revolucionarios más saboteadores. Al inicio de la Ofensiva Kerensky el ejército consistía de los 5.º, 15.º, 20.º y 35.º Cuerpos de Ejército, pero no participó en el avance.
Después de julio participó en la prevención para cesar la agitación revolucionaria en el ejército incluyendo el decomiso del 693.º Regimiento de Infantería de Slutsk que rechazó rendir los agentes bolcheviques. A partir del 20 de octubre de 1914 se convirtió en comandante del Distrito Militar de Kiev y sin éxito trató de extinguir el levantamiento bolchevique en Kiev. Se mostró como un líder sin iniciativa y virtualmente rindió a sus oficiales a los bolcheviques.

### Ejército Blanco del Norte
Cuando el general Miller fue nombrado jefe del antibolchevique gobierno  de la Región del Norte (1918-20) en enero de 1919, Kvetsinsky fue hecho jefe de Estado Mayor de su Ejército del Norte. Después se solicitó a Kvetsinsky su renuncia, pero permaneció como jefe de Estado Mayor hasta la evacuación de las fuerzas blancas rusas en febrero de 1920.

## Exilio
Emigró a Tromsø, Noruega junto al resto de oficiales del gobierno de Miller en el rompehielos Kuzma Minin. Durante la retirada desde Arcángel tuvo lugar una batalla naval entre dos rompehielos que es la única batalla en la historia que involucra rompehielos. Durante un corto tiempo los inmigrantes rusos fueron internados en el campo militar noruego de Værnesmoen. Tras la liberación de Kvetsinsky se trasladó a Lillehammer, Noruega. Allí encontró trabajo en la cervecería local al tiempo que conducía un taxi. Su hijo Wassily von Kwetzinsky quien era capitán en el Ejército ruso se enroló en el Instituto de Tecnología de Noruega en Trondheim, y después se convirtió en un destacado crítico musical. Después de un par de años Kvetsinsky enfermó e ingresó en un hospital de la Cruz Roja local donde murió después de varios meses el 31 de marzo de 1923. Fue enterrado en el cementerio de la ciudad de Lillehammer.